# De Bron (Charmed)
De Bron (The Source), voluit De Bron van alle kwaad (The Source of All Evil) is een personage uit de Amerikaanse televisieserie Charmed. Hij is een demon die gedurende de eerste vier seizoenen van de serie over de onderwereld heerste. Meerdere acteurs hebben de rol vertolkt.

## Achtergrond
De Bron is een oud demonisch wezen dat geregeld bezit neemt van een andere demon als gastlichaam. Na deze overname absorbeert dit wezen de persoonlijkheid en krachten van het nieuwe gastlichaam. Op deze manier wordt hij steeds sterker, en kan hij zijn voortbestaan garanderen.
De Bron werd lange tijd alleen gezien als een wezen dat geheel verscholen ging onder een lang gewaad met een grote kap. Pas in de aflevering "Charmed and Dangerous" kreeg men zijn ware gezicht te zien. Dit was verminkt en getatoeëerd.
De Bron beschikt over een groot aantal krachten, waaronder:
- Gooien van vuurballen en bliksems.
- Teleportatie
- Telepathie
- Gedachtenbeheersing
- Oproepen van andere demonen
- Gedaanteverandering
- Krachtvelden

## Rol in de serie

### Seizoen 1
In het eerste seizoen wordt enkel over de Bron gesproken, met name door de warlocks Rex Buckland en Hannah Webster. Na te hebben gefaald in het doden van de zussen, vliegt Webster opeens in brand terwijl zij tegen een niet zichtbaar iemand schreeuwt dat het niet haar schuld was. Aangenomen wordt dat de Bron Webster doodde vanwege zijn mislukking.

### Seizoen 2
In de aflevering "Give Me a Sign" refereert Litvack naar de Bron als zijn baas. In de aflevering "Apocalypse Not" is te zien hoe de Bron de vier ruiters van de Apocalyps vermoordde nadat ook zij in hun taak hebben gefaald. Hoewel de Bron hier niet in beeld verschijnt, wordt wel duidelijk vermeld dat hij achter de vernietiging van de ruiters zit.

### Seizoen 3
In dit seizoen wordt de Bron een vast personage, waar geregeld aan gerefereerd wordt door andere demonen. Hij verschijnt in dit seizoen voor het eerst in beeld in de laatste aflevering van het seizoen. Hij laat Prue Halliwell vermoorden door zijn persoonlijke huurmoordenaar shax. Zij wordt later vervangen door Paige Matthews, de halfzus van Piper en Phoebe.

### Seizoen 4
De Bron zet zijn oorlog tegen de Charmed Ones voort nadat Paige Matthews zich bij hen heeft gevoegd, (hij probeert haar tot het kwaad te verleiden). Hij probeert een paar keer eigenhandig de Charmed Ones te vernietigen. Zo brengt hij Piper Halliwell in een droomwereld waarin hij haar wijs probeert te maken dat zij en haar zussen geen echte heksen zijn. Uiteindelijk gaat hij zelfs zover dat hij een eeuwenoud magisch pact schendt en de Hollow probeert te stelen. Met de macht van de Hollow steelt hij de krachten van de Charmed Ones. Cole Turner keert het tij door met de Hollow de Bron zijn krachten te ontnemen. Daarna vernietigen de Charmed Ones hem met een krachtige spreuk, waarbij ze al hun voorouders om hulp vragen.
Na zijn dood gaan zijn krachten en geest over op Cole, die zo de nieuwe Bron wordt(omdat de ziener hem niet alles verteld). De bezeten Cole wordt uiteindelijk door de Charmed Ones vernietigd, maar op dat moment is Phoebe Halliwell al zwanger van hem. Het ongeboren kind dat ze bij zich draagt is voorbestemd de volgende Bron te worden. Het ongeboren kind wordt gestolen door de Ziener, en samen met haar vernietigd. Daarmee komt voorgoed een einde aan de regeerperiode van de Bron.

### Seizoen 8
In seizoen 8 keert de Bron nog even terug in de aflevering "Desperate Housewitches". Hierin brengt een demon hem weer tot leven met behulp van de krachten van Wyatt. Zijn terugkeer is maar van korte duur daar Piper de demon doodt, waarna de connectie wordt verbroken en de Bron ook vernietigd wordt.

### Stripreeks
Hij keert terug in de stripreeks, maar dan in de vorm van een golem waardoor hij machtiger is dan ooit. Hij wordt voorgoed verslagen door de zussen met de hulp van een paar magische wezens.